# Saíra-das-moitas
A saíra-das-moitas (Chlorospingus flavopectus) é um pequeno pássaro da ordem dos Passeriformes. É um reprodutor residente nas terras altas do centro do México, ao sul da Bolívia e noroeste da Argentina. A saíra-das-moitas, em seu sentido mais amplo, é um notório complexo de espécies crípticas, e várias das até 25 subespécies reconhecidas recentemente provavelmente são espécies distintas. De fato, algumas populações parecem ser mais distintas do que vários outros membros do Chlorospingus.

## Descrição e ecologia
O adulto mede 13,5 cm de comprimento e pesa em média 20 g. A cabeça é marrom com uma listra superciliar (geralmente) fina e uma mancha branca atrás do olho e um pescoço claro. As partes superiores são de cor oliva e as partes inferiores são amarelas, tornando-se brancas na barriga. A coloração, especialmente das bochechas, do pescoço e da região dos olhos, é muito variável em toda a ampla gama, dando peso à teoria de que essas aves formam uma superespécie. Os jovens são mais marrons na parte superior, mais escuros na parte inferior e têm uma mancha oliva mais opaca nos olhos. Os filhotes são cobertos por penas cinza-escuras e têm bicos amarelos brilhantes.
O canto é um tseeet ou chit estridente. As canções variam muito entre as populações.
A saíra-de-sobrancelha-branca [en] (C. pileatus) tem a cabeça mais preta com uma listra superciliar branca e arrojada em vez de uma mancha no olho.
Esse pássaro é normalmente encontrado entre 400 e 2.300 m de altitude na América Central; perto do Equador, é comum encontrá-lo em altitudes de 2.000 a 3.500 m de altitude. Seu habitat - florestas nubladas com ampla vegetação rasteira e clareiras arbustivas adjacentes - é dominado por árvores e arbustos de famílias como Asteraceae, Clusiaceae, Cyatheaceae, Melastomataceae, Rubiaceae e Winteraceae, e epífitas de Araceae (por exemplo, Anthurium) e Orchidaceae.
A saíra-das-moitas geralmente é encontrada em pequenos grupos ou como parte de um bando de espécies mistas, e é bastante sedentária. Esse pássaro se alimenta de insetos, aranhas, pequenas frutas e néctar.
O piolho mastigador da família Menoponidae Myrsidea ophthalmici foi descrito a partir de um espécime venezuelano dessa ave; até o momento, não se sabe de outros hospedeiros. A população venezuelana da saíra-das-moitas, se esse táxon for dividido, será atribuída a uma espécie distinta.
Aparentemente, não há uma estação de nidificação específica, pelo menos nas partes mais quentes de sua área de distribuição, mas, em geral, parece que a saíra-das-moitas prefere se reproduzir principalmente entre outubro e maio. Essas aves escondem seu ninho sob a vegetação em uma margem ou encosta, em um oco ou tronco de árvore, entre epífitas ou no alto de uma árvore. O ninho volumoso, feito de galhos e raízes finas, folhas grossas e musgos, tem cerca de 10 a 15 cm de altura e quase 10 cm de largura. O copo do ninho, forrado com folhas e fibras finas, tem quase 5 cm de largura e profundidade. O ninho pode ser colocado a mais de 20 m de altura em uma árvore, mas geralmente está localizado a 15 m de altura ou menos; na maioria das populações, os ninhos são ocasionalmente construídos a menos de 1 m de altura e, às vezes, até mesmo no chão.
A ninhada normal é de dois ovos na maior parte da área de distribuição. Entretanto, as populações mais ao norte às vezes produzem ninhadas de três ovos, enquanto no grupo dos Andes do sul as ninhadas de um ovo podem ser frequentes ou até mesmo a norma. Os ovos são esbranquiçados e marcados com manchas marrons maiores e menores. Eles têm cerca de 20 mm de comprimento e pesam em média 2,4 g, embora os ovos em ninhadas de um ovo de aves dos Andes possam medir quase 24 mm de comprimento e normalmente pesar cerca de 3 g, mas ocasionalmente mais de 3,5 g. A fêmea incuba durante a maior parte do dia, enquanto ambos os pais fornecem alimento aos filhotes. À medida que os filhotes se aproximam do primeiro voo, eles são alimentados a cada 15 minutos, mais ou menos, em média.

## Sistemática e taxonomia
A ampla gama e a considerável variação morfológica apresentada pela saíra-das-moitas têm sido um problema para os ornitólogos há muitas décadas. Inicialmente, muitos táxons atualmente reunidos nessa espécie eram considerados distintos, mas acabaram sendo agrupados. Resultados mais recentes sugerem que a saíra-das-moitas é, na verdade, uma superespécie.
Um estudo preliminar dos dados de aloenzima encontrou divergências pronunciadas entre as populações do norte. Os dados de sequência do mtDNA ATPase 8 encontraram cinco clados principais somente nas populações mexicanas. Isso foi posteriormente confirmado por comparações morfológicas. Uma divisão formal dessa espécie em várias parece ser o resultado final, aguardando dados das populações ao sul do México. Além disso, seria interessante determinar se há variações geográficas no canto que fortaleceriam ainda mais o caso do status de espécie do táxon. A variação morfológica, embora reconhecível, é bastante discreta e provavelmente é mais a consequência da deriva genética em subpopulações recém-isoladas do que a causa de sua separação.

### Grupo do norte
Essas populações são caracterizadas por um píleo que é mais marrom do que cinza e, em algumas, até mesmo um tom puro de marrom mais ou menos avermelhado. As marcas na cabeça geralmente são evidentes e contrastantes. Seu canto é um “whichis whichis witchery tsee tseep seeur” alto e fino, com muitas variações.
Parece que o grupo ao norte do istmo do Panamá se originou antes da luta final do Grande Intercâmbio Americano, pulando de ilha em ilha pelas cadeias de montanhas emergentes que agora formam o istmo, há cerca de 6 milhões de anos. Os descendentes diretos dos colonizadores originais da Mesoamérica são o grupo mesoamericano mais ao sul, como era de se esperar. Há cerca de 5,5 milhões de anos, originou-se a população da Sierra de los Tuxtlas. Os outros grupos a oeste do istmo de Tehuantepec irradiaram de forma bastante sincronizada entre 3 e 4 milhões de anos atrás.  
Notavelmente, a divergência entre os clados do norte parece ter ocorrido muito cedo para que as eras glaciais do Pleistoceno tenham desempenhado um papel importante. Em vez disso, parece que a saíra-das-moitas evoluiu e sempre esteve confinada à floresta montanhosa. Devido a seus hábitos sedentários, a filogenia parece ser o resultado de uma combinação de expansão e restrição de habitat devido às mudanças climáticas do Plioceno e, com menos frequência, dispersão acidental (como para a Sierra de los Tuxtlas e, anteriormente, para a Mesoamérica em geral).
Os cinco clados do norte são:
- Chlorospingus (ophthalmicus) ophthalmicus - (Du Bus de Gisignies, 1847):

Encontrado na Sierra Madre Oriental, do sudeste de San Luis Potosí ao sul até o norte de Oaxaca. Pode conter várias subespécies. O status das aves ao redor de Montserrate (extremo oeste de Chiapas) é desconhecido, mas provavelmente são dwighti.
Píleo verde-oliva. Pescoço cinza-esbranquiçado, salpicado e com “bigodes” indistintos. Faixa peitoral amarela a chartreuse. Região das orelhas escura. "Óculos" brancos finos e incompletos. Manchas na testa indistintas.
- Chlorospingus (ophthalmicus) postocularis - (Cabanis, 1866):

Encontrado no extremo sudeste da Sierra Madre de Chiapas (Vulcão Tacaná [en]; provavelmente a oeste de El Triunfo) e ao sul, ao longo da encosta do Pacífico das montanhas da América Central, provavelmente até a Nicarágua. Se considerada uma espécie separada, inclui as subespécies honduratius e schistaceiceps.
Píleo sépia. Pescoço quase branco, salpicado, sem “bigodes”. Faixa do peito amarela. Região da orelha esbranquiçada. Sem "óculos". Testa sem manchas.
- Chlorospingus (ophthalmicus) albifrons - (Salvin & Godman, 1889):

Encontrado nas montanhas de Sierra Madre del Sur em Guerrero e Oaxaca. Pode conter várias subespécies, como a persimilis da Sierra de Miahuatlán.
Píleo canela. Pescoço cor de couro com “bigodes” conspícuos e laterais salpicadas. Faixa do peito amarelo-tangerina. Região das orelhas escura. "Óculos" brancos incompletos e, portanto, com formato de lágrima horizontal. Testa com manchas brancas redondas.
- Chlorospingus (ophthalmicus) dwighti - (Underdown, 1931):

Encontrado nas montanhas do norte de Chiapas e no extremo leste de Oaxaca, a oeste da encosta atlântica da Guatemala e provavelmente no oeste da Sierra Madre de Chiapas.
Píleo verde-oliva. Pescoço quase branco, salpicado e com “bigodes” indistintos. Faixa no peito chartreuse, com tonalidade verde-oliva. Região das orelhas escura. "Óculos" brancos incompletos visíveis. Manchas na testa indistintas.
- Chlorospingus (ophthalmicus) wetmorei - (Lowery & Newman, 1949):

Encontrado na Sierra de los Tuxtlas, em Veracruz.
Píleo verde-oliva. Pescoço cinza-esbranquiçado, salpicado e com “bigodes” indistintos. Faixa peitoral amarela a chartreuse. Região das orelhas escura. "Óculos" brancos incompletos finos, mas distintos. Manchas brancas na testa em forma de V.
O Chlorospingus ophthalmicus regionalis é encontrado na Costa Rica. Sua relação com o grupo postocularis e com o C. o. novicius do Panamá merece um estudo minucioso, já que esses três táxons parecem ser intermediários entre os principais grupos do norte e da América do Sul, com orelhas esbranquiçadas, mas com um píleo bastante marrom.

### Grupo do sul
Enquanto isso, os dados ecológicos também mostram algumas diferenças entre as populações do sul. Várias subespécies parecem ser bem distintas, e há muitas evidências que sugerem que são espécies distintas. Essas aves geralmente são mais escuras e têm a cabeça marcada de forma mais indistinta do que as populações do norte.
No norte da Cordilheira Oriental da Colômbia, estendendo-se até a Cordilheira de Mérida e a Sierra de Perijá da Venezuela, ocorre um grupo de subespécies que se assemelha às aves do norte; subespécies como C. o. venezuelensis estão incluídas aqui. Elas podem estar mais intimamente relacionadas àquelas ao redor do istmo do Panamá ou constituir um grupo distinto das formas da América Central. Uma subespécie indeterminada e possivelmente nova é encontrada no estado de Lara, na Venezuela, por exemplo, no Parque Nacional de Yacambú [en]. O C. o. jacqueti ocorre no Norte de Santander e possivelmente nos departamentos de Boiacá e Santander na Colômbia; parece ser o representante mais ao sul desse grupo. Esses pássaros têm um píleo marrom-acinzentado, um pescoço salpicado de branco-amarelado e - como os pássaros mais ao norte - uma região auricular branca. Seu canto ao amanhecer consiste em uma série monótona de notas de chit ou chup.
Entre o Norte de Santander e a região fronteiriça dos departamentos de Antioquia, Boiacá, Cundinamarca e Santander, existe uma situação complexa, com C. o. eminens, C. o. exitelus e C. o. trudis sendo de atribuição incerta quanto ao grupo de subespécies. Se houver pouca intergradação nessa região, o caso das populações do sul dos Andes como uma espécie distinta é bastante robusto. De fato, elas foram repetidamente tratadas como uma boa espécie C. flavopectus.
O grupo flavopectus contém aves maiores que não têm uma coloração marrom pronunciada no píleo; muitos membros têm essa área puramente cinza a preta. O pescoço branco é quase desprovido de manchas, e não há manchas brancas nas orelhas. Esse grupo inclui táxons como C. o. flavopectus e C. o. nigriceps do centro ao sul da Colômbia, C. o. phaeocephalus do Equador, C. o. peruvianus do Peru ou C. o. cinereocephalus e C. o. hiaticolus. Seu canto ao amanhecer consiste em uma série de notas de chit, acelerando para chit-its mais agudos e, muitas vezes, acelerando ainda mais, mas descendo em tom novamente para desaparecer em um trinado trrrrrrrrrr.... Alguns, como o C. o. phaeocephalus e o C. o. nigriceps, têm uma canção de amanhecer ainda mais complexa, na qual a parte intermediária é substituída por um primeiro trinado em volume constante, dividindo-se em alguns trinados mais curtos trrrrrrrr tr tr tr tr... antes de terminar com o trinado mais baixo que se desvanece. Essas populações também tendem a emitir longas séries de chamadas de chit entre suas canções.
No extremo sul da área de distribuição da espécie, o C. o. argentatus é encontrado nos Yungas, no noroeste da Argentina. Não se sabe exatamente como essas aves se relacionam com os táxons mais altos nos Andes; em geral, elas são pouco estudadas. Elas têm uma tendência a construir seus ninhos de forma incomum no alto das árvores; por esse motivo, não se sabe se as ninhadas de um ovo são tão comuns nessa população quanto parecem ocorrer no grupo flavopectus. Parece não gostar de fazer ninhos a menos de 10 m acima do solo, mas considerando a alta taxa de tentativas de nidificação fracassadas (mais de 35% de ninhos abandonados em um estudo no Parque Nacional El Rey), evitar predadores ou outros motivos para o fracasso da ninhada não parece ser uma explicação muito boa para esse comportamento.